# Duško Matijević
Duško Matijević (? − 1945.) je bio hrvatski pjesnik. Sin Stipe Matijevića.
1945. godine su ga osudili na manju vemensku kaznu, no usprkos blagoj kazni, mučili su ga i ubili.